# Trímero
Em química, um trímero é um produto de reação de três moléculas idênticas. Trímeros são tipicamente encontrados como trímeros cíclicos. Compostos químicos que muito facilmente formam trímeros são os isocianatos alifáticos e o ácido ciânico como um primordial intermediário em processos de polimerização.
Em um homotrímero, as três subunidades são idênticas, e em um heterotrímero, são diferentes.
Trimerização do acetileno: